# Свитич, Оксана Анатольевна
Окса́на Анато́льевна Сви́тич (дев. Ганковская) (род. 26 октября 1979 года) — российский иммунолог и вакцинолог, академик РАН (2025; член-корреспондент 2016).

## Биография
Родилась 26 октября 1979 года.
В 2010 году — защитила докторскую диссертацию, тема: «Молекулярно-генетические механизмы врождённого иммунитета на уровне слизистых оболочек при патологии инфекционного генеза».
С 2010 года — работает на кафедре микробиологии, вирусологии и иммунологии медико-профилактического факультета ПМГМУ имени И. М. Сеченова, с 2014 года — в должности профессора кафедры, а также преподаёт на кафедре иммунологии медико-биологического факультета РНИМУ имени Н. И. Пирогова.
С 2011 года — заведующая лабораторией молекулярной иммунологии НИИ вакцин и сывороток имени И. И. Мечникова, с 2018 года — директор Института.
В январе 2016 года — присвоено звание профессора РАН.
В октябре 2016 года — избрана членом-корреспондентом РАН по отделению медицинских наук. В мае 2025 года стала действительным членом (академиком) РАН по тому же отделению. 

## Научная деятельность
Специалист в области иммунологии и вакцинологии.
Ведёт изучение молекулярно-генетических механизмов иммунитета при вакцинации как на уровне моделей, так и в организме пациентов.
Участник НИР института по разработке кандидатной вакцины против инфекций, вызываемых вирусом Varicella zoster (ветряная оспа и опоясывающий лишай), а также средств и методов оценки иммунного статуса при вакцинации.
Автор более 200 научных работ, монографии, десяти патентов РФ, зарегистрированной базы данных «Молекулярно-генетический профиль лиц старших возрастных групп», методических пособий и соавтор учебника «Медицинская микробиология, вирусология и иммунология» и др.
Член диссертационного совета в ПМГМУ имени И. М. Сеченова и НИИ вакцин и сывороток имени И. И. Мечникова по специальности «клиническая иммунология, аллергология».
Под её руководством было подготовлено 6 кандидатских и 1 докторская диссертация.

## Награды
- Почётная грамота РАМН (2009) — за плодотворный труд по развитию медицинской науки и здравоохранения

- Диплом Российского научного общества иммунологов (2013) — за достижения в области иммунологии

- Почётная грамота Президента Российской Федерации (17 апреля 2023) - за вклад в развитие науки и многолетнюю добросовестную работу